# Popples

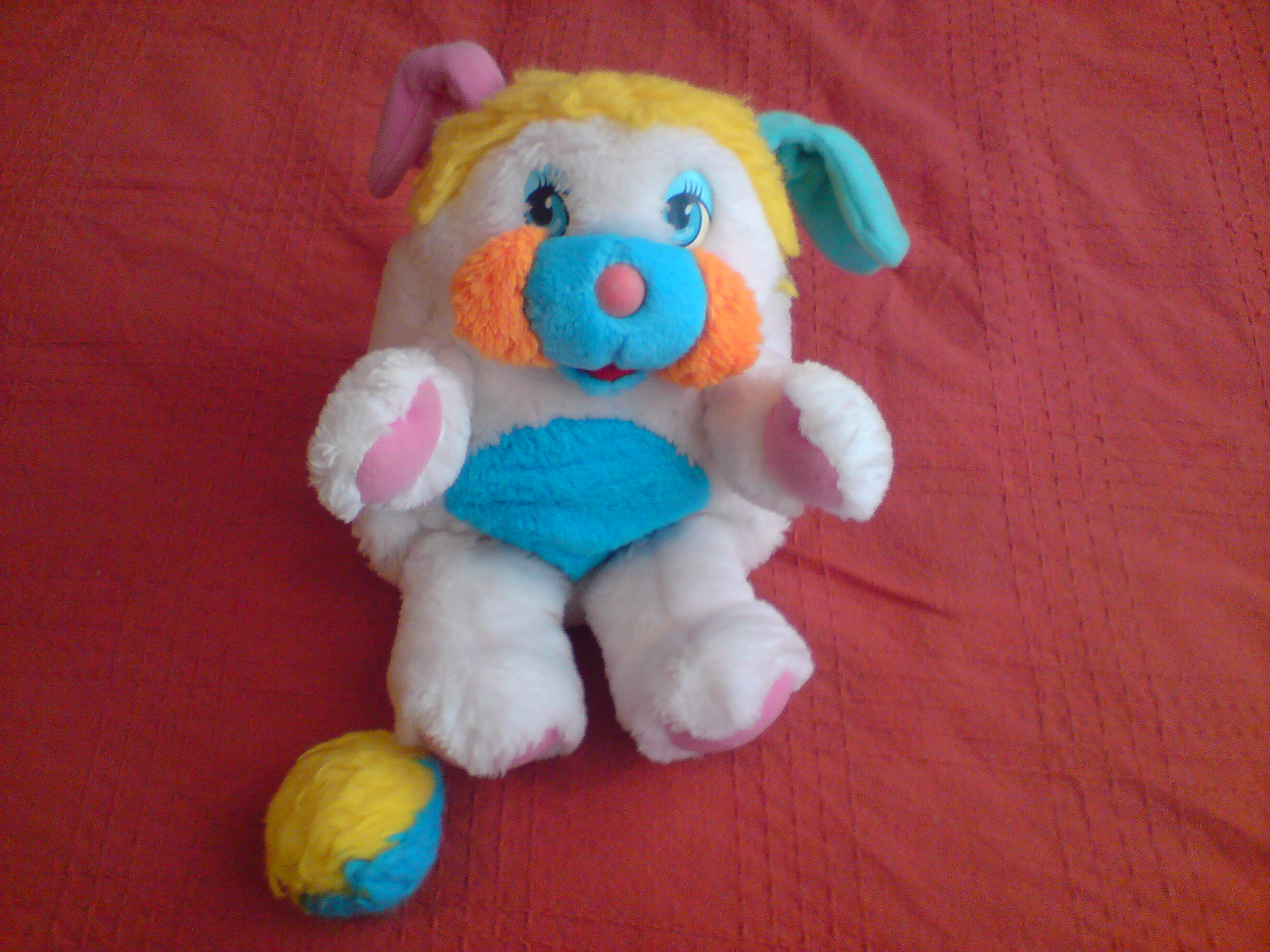
Boneco de pelúcia dos Popples.

Popples é uma série de desenho animado baseada nos bonecos de pelúcia criados pela American Greetings e Mattel  que foi ao ar entre os anos de 1985 a 1987. O desenho contou com 2 séries num total de 23 episódios (2 histórias cada), produzidos pela DIC Entertainment e a Madhouse, numa co-produção entre a França e os Estados Unidos realizada por Bernard Deyries, Bruno Bianchi, Masakazu Higuchi e escrito por Jean Chalopin. No Brasil, foi exibido no SBT entre os anos de 1988 e 1999, pelos programas Do Ré Mi Fá Sol Lá Simony, Show Maravilha, Oradukapeta, Sessão Desenho, Bom Dia e Cia e Sábado Animado. A dublagem foi realizada na Herbert Richers.
Os Popples eram bonecos de pelúcia mágicos parecidos com ratos e dotados de bolsas como os cangurus, de onde podiam tirar qualquer coisa que quisessem e, inclusive, podiam colocar a si próprios nelas, transformando-se em bolas de pelúcia que quicavam.
O nome "Popples" vem do som que faziam ao entrar ou sair de suas bolsas mágicas e também pelo fato de sempre repetirem a primeiro som das palavras que começam com "p", por exemplo: "P-p-pouples adoram p-p-pular!".
Os Popples se revelavam apenas a duas crianças, a garotinha Bonnie (Bela, na dublagem brasileira) e garotinho Billy (Beto), que são seus donos e amigos. Diante dos adultos os popples se escondiam ou se disfarçavam de pelúcia entrando em suas bolsas.
Em 2007 a American Greeting Cards & Mattel lançou novos bonecos dos Popples.